# Superfosfat

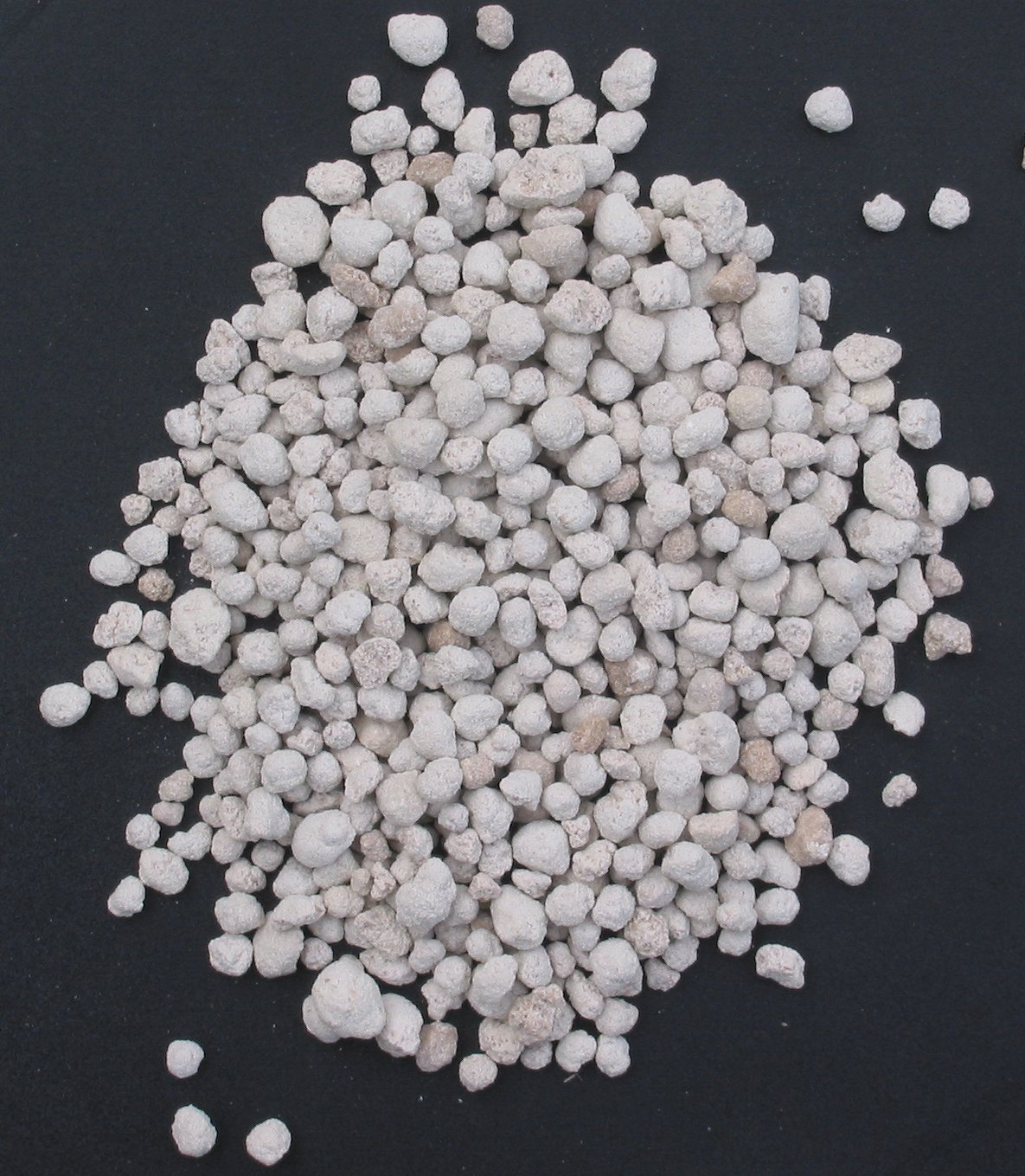
Superfosfat potrójny granulowany

Superfosfat – nawóz fosforowy zawierający rozpuszczalny w wodzie diwodorofosforan wapnia, Ca(H2PO4)2. Najlepiej przyswajalny przez rośliny  jest w formie H2PO4-, jednocześnie ta forma jest najbardziej podatna na sorpcję glebową i przechodzi w nierozpuszczalne w wodzie sole glinu, żelaza, wapnia. Otrzymywany głównie z fosforytów i apatytów przez działanie na nie kwasami mineralnymi. Nawóz może mieć formę drobnoziarnistą (pylistą) albo granulowaną (drobne ziarenka o średnicy 2–4 mm).

## Odmiany superfosfatu
Superfosfat zwyczajny
Superfosfat zwyczajny (pojedynczy) otrzymuje się przez zalanie zmielonej skały fosforytowej kwasem siarkowym, w wyniku czego zawiera gips, będący balastem:
Ca3(PO4)2 + 2H2SO4 → Ca(H2PO4)2 + 2CaSO4
Zawartość fosforu w superfosfacie zwyczajnym wynosi 15–19% w przeliczeniu na P2O5.
Superfosfat podwójny (potrójny)
W wyniku działania na fosforyty kwasem fosforowym:
Ca3(PO4)2 + 4H3PO4 → 3Ca(H2PO4)2
otrzymuje się superfosfat podwójny (potrójny) o znacznie większej zawartości fosforu – 46% w przeliczeniu na P2O5.
Superfosfat amoniakalny
Ten rodzaj superfosfatu powstaje w wyniku zobojętnienia nadmiaru kwasów pozostałych w nawozie po procesie produkcyjnym za pomocą amoniaku. Zawiera około 2% przyswajalnego azotu.

## Formy superfosfatu
Superfosfat prosty pylisty – zawiera 18% P2O5, 10% siarki w postaci siarczanów, 28% tlenku wapnia oraz mikroskładniki. Szary proszek.o odczynie wyraźnie kwaśnym.  Jest to nawóz przedsiewny, wymagający wymieszania z glebą. Pogłównie może być stosowany tylko na użytkach zielonych. Nie należy stosować go na glebach kwaśnych i zasadowych z powodu łatwego uwsteczniania.
Superfosfat prosty granulowany – zawiera 19% P2O5. Jest łatwiejszy w stosowaniu jednocześnie mniej narażony na uwstecznianie. Nie ulega tak łatwo uwstecznianiu jak superfosfat prosty pylisty. Nawóz ten wymaga wymieszania z glebą. Jest stosowany przedsiewnie, niekiedy w małych dawkach razem z nasionami.
Superfosfat potrójny granulowany – zawiera 46% P2O5, Nawóz łatwo przyswajalny, stasowany przedsiewnie. Można go stasować pod wszystkie rośny i wszystkie gleby.
Superfosfat borowany – zawiera 44% P2O5 oraz 0,5% boru. Właściwości podobne jak superfosfat potrójny granulowany. Stosuje się go pod rośliny uprawne wrażliwe na niedobór boru (np. buraki, lucerna).